# Ford SAF
Ford SAF (Ford Société Anonyme Française) fu la sussidiaria francese della casa automobilistica statunitense Ford, che ha avuto vari nomi tra il 1916 e il 1954, quando la Ford la vendette alla SIMCA.

## Automobili Ford
La compagnia fu fondata nel 1916 con il nome "Automobiles Ford" a Bordeaux dal barone Percival Perry, direttore della sede britannica della Ford. Come per le altre sussidiarie europee, la Automobiles Ford inizialmente assemblò la Ford Modello T, produzione che continuò a Bordeaux fino al 1925 e successivamente a Asnières, vicino a Parigi, fino al 1927. La Ford Model A venne prodotta tra il 1927 e il 1931 e la Model Y dal 1932 al 1934. La compagnia importò anche la Ford Model B, dotato di Motore V8, ma le tasse di importazione le rendevano troppo costose e quindi poco richieste sul mercato francese.

## Matford
Nel 1934 Maurice Dollfuss, il capo della Automobiles Ford, stava cercando una fabbrica di dimensioni maggiori per la produzione e si accordò con Emile Mathis per creare una joint venture con la Mathis, creando la Matford a Strasburgo. Il nome della compagnia venne cambiato da  Automobiles Ford a SA Française Matford. Questo accordo continuò fino al 1939, quando la fabbrica di Strasburgo fu chiusa e ne venne aperta una nuova a Poissy e la compagnia venne rinominata in Ford Société Anonyme Française (SAF). Durante la seconda guerra mondiale, la fabbrica di Poissy fu occupata dalle truppe occupanti tedesche e fu impiegata per produrre autocarri ed equipaggiamento militare.

## Ford SAF

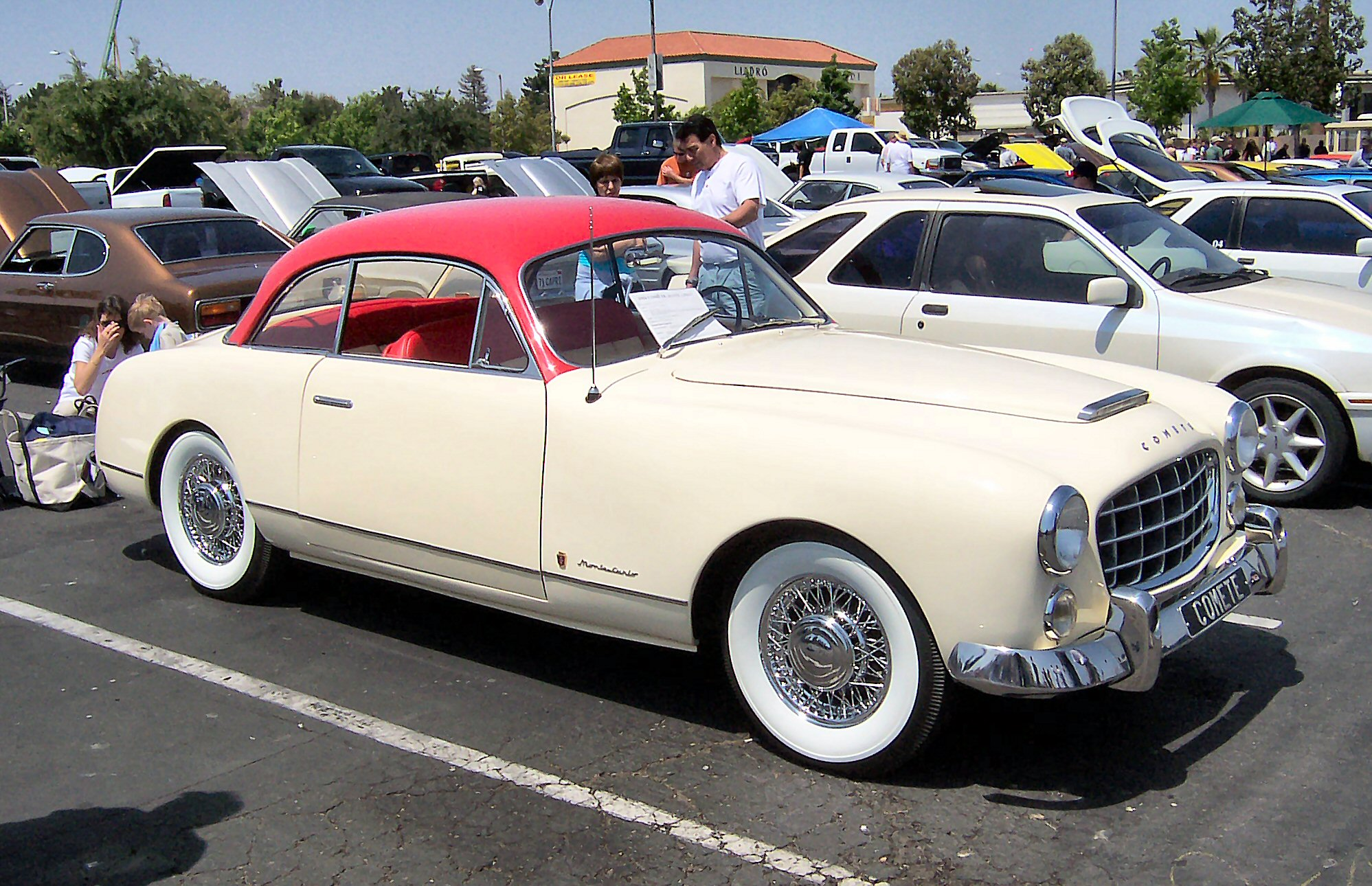
Una Ford Comète

Dopo la guerra la compagnia reintrodusse i modelli da 2.2 litri con motore V8 della Matford. Questi furono poi rimpiazzati nel 1948 dal nuovo modello Ford Vedette, a cui si affiancò nel 1952 il modello Vendôme e il coupé sportivo Ford Comète, auto che non furono condivise con le altre sussidiarie Ford.
Nel novembre 1954 Ford fuse la sede francese con SIMCA in un primo tempo mantenendo il 15,2% delle azioni dell'azienda, ma vendendole successivamente nel 1958. Oltre alla fabbrica Simca acquistò anche i progetti per un nuovo modello di Vedette, con un motore V8 da 2351 cm³, che fu prodotto fino al 1961 (con alcuni aggiornamenti nel 1958) come Simca Vedette (anche se in alcuni mercati fu venduto ancora per qualche tempo come Ford Vedette).

In ogni caso, la Ford SAF cessò la sua attività da costruttore, ma continuò nel settore automobilistico unicamente per importare i modelli prodotti a Dagenham dalla Ford inglese, stavolta con più successo.
La fabbrica di Poissy dopo essere stata incorporata in Simca, venne mantenuta anche dopo l'acquisto di Simca da parte di Chrysler negli anni sessanta, e durante gli anni settanta produsse il primo (e unico) modello Chrysler prodotto in Francia, nelle varie versioni Chrysler 160/180/2l. Alla fine del decennio, Chrysler abbandonò le proprie operazioni in Europa (compreso quindi anche lo stabilimento di Poissy) e le cedette a PSA, che rimarchiò la produzione di Poissy come Talbot. Dalla seconda metà degli anni ottanta il marchio Talbot fu abbandonato e lo stabilimento di Poissy divenne uno dei più importanti siti di produzione di modelli della Peugeot.